# 5시엔 볼륨업
장금선의 5시엔 볼륨업은 TBN 전북교통방송(전주 FM 102.5, 장수 FM 106.1MHz)에서 평일 오후 5시부터 5시 55분까지 방송되는 2030 청년세대 음악 프로그램이다.

## 프로그램 소개
- 음악은 시대를 반영한다. 신나는 2000년대 음악을 통해 청취자들에게 나른한 오후 시간에 활력을 제공하는 동시에 이 시대의 음악을 듣고 자란 2030청년세대에 대한 이해를 도와 세대간 소통을 돕고자 한다. 다섯시엔 역시 볼륨업!

## 월요일
- 신나서 장금해제 : 신나는 음악 연속듣기로 무장해제되는 시간, 월요병타파 시간

## 화요일
- 라떼 드라마 : 2000년대 우리를 웃고 울게 만들었던 명작드라마와 OST를 만나는 시간

## 수요일
- 아이돌 집중탐구생활 : 아이돌 음악과 문화를 통해서 자녀세대에겐 공감을부모세대에는 자녀세대와 소통할 수 있는 기회의 시간

## 목요일
- 요즘 뭐하니? : 요즘 애들이라고 불리는 MZ세대는 어떤 생각을 하며 살아갈까 MZ세대와 관련한 음악과 문화 전반에 대해 알아보는 시간 오동준씨와 함께

## 금요일
- 원곡가수를 찾아라!퀴즈 : 리메이크 된 노래를 듣고 원곡가수를 맞히는 노래퀴즈 시간